# Tabuada (Galiza)

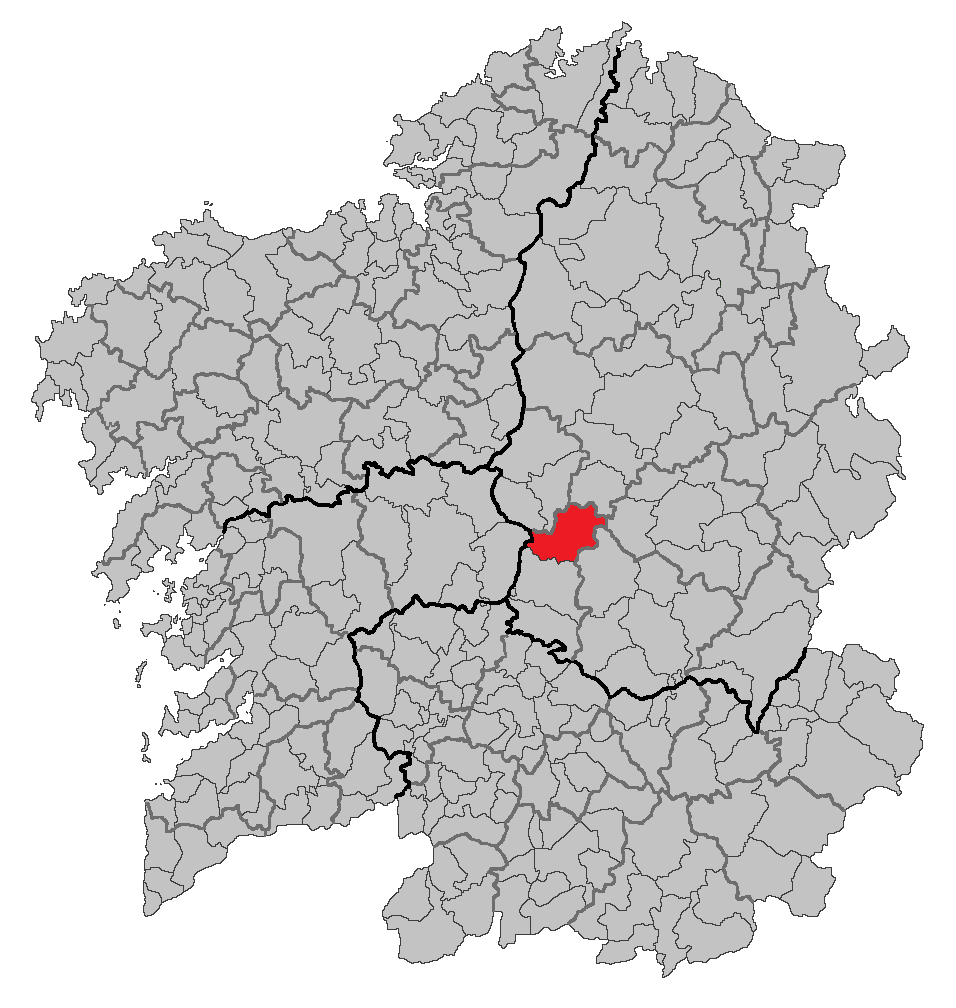
Localização de Tabuada

Tabuada (Taboada) é um município da Espanha na província de Lugo, comunidade autónoma da Galiza, de área  km² com população de 2830 habitantes ((2018)

## Geografia
O concelho de Tabuada situa-se a norte da comarca de Chantada, a sul-oeste da província de Lugo. Com uma extensão de 146,7 km2, possui mais de 200 núcleos de povoação repartidos entre 27 paróquias. Limita a norte com Porto Marim, a noroeste com Monterroso e Antas de Ulha, a oeste com Rodeiro, a sul com Chantada e a leste com o Savinhão e Paradela. A vila de Tabuada, capital municipal, situa-se no centro geográfico do concelho. 
O concelho estende-se desde a serra do Faro até as beiras do rio Minho. O seu ponto mais elevado é o monte do São Cristovo (818 m), embora as paróquias ocidentais alcancem alturas de 700 metros. 
O rio Toldão, com distintos nomes ao longo do seu percurso, atravessa o município de oeste a leste, e o rio Enviande, pelo sul. 
Predominam os bosques autóctones de carvalhos e castanheiras, zonas de pasto e, nas áreas de ribeira, de cultivo da vide. Nalgumas zonas cultiva-se pinheiro e, em menor medida, eucalipto. Paisagísticamente, Tabuada é adscrita à planície luguesa, exceto as zonas da ribeira minhota. 

## Demografia
| Variação demográfica do município entre 1991 e 2004 | Variação demográfica do município entre 1991 e 2004 | Variação demográfica do município entre 1991 e 2004 | Variação demográfica do município entre 1991 e 2004 |
| --------------------------------------------------- | --------------------------------------------------- | --------------------------------------------------- | --------------------------------------------------- |
| 1991                                                | 1996                                                | 2001                                                | 2004                                                |
| 5104                                                | 4503                                                | 3845                                                | 3872                                                |

## História
De época pré-romana há restos em Fradê, Argiz e Ínsua, e castros como os de Castelo, Moreda, Vilela, Pinheira ou Gondulfe. O vestígio castrejo mais importante é o Guerreiro de Ralhe, de que só se conserva a cabeça, e que de estar inteiro, poderia ser a estátua mais grande de toda a cultura castreja. Na Casa da Torre de Moreda existem restos de sepulcros antropomórficos que surgirem uma grande antiguidade na ocupação do lugar. 
Durante o Antigo Regime, as terras do atual concelho de Tabuada estavam divididas em até sete jurisdições senhoriais: Tabuada (com a maior parte das paróquias), Monterroso, Amarante, Vilar, Porto Marim, Queizám e o "couto redondo" de Moreda. 
Em 1835 organizaram.se vários concelhos constitucionais sobre as antigas jurisdições, mas foi em 1840 que se organizou o atual concelho, tendo como primeiro alcaide a José Maria López de Prado. Desde então, as únicas mudanças territoriais foram a pertença das hoje chantadesas paróquias de Adá e Arcos até 1845. 
O concelho recebe o nome da antiga jurisdição senhorial, assim como a sua capital, que até meados do século XX era referida como "São Tomé" ou "Carvalho". Inicialmente, Tabuada formava parte do partido judicial de Chantada, mas conformou partido próprio entre 1820 e 1844. Teve um julgado comarcal em ativo até 1953. 